# Sept Sources
Les Sept Sources (en Portugais Sete Fontes) sont un système complexe de collecte, d'approvisionnement et de distribution des eaux de la ville de Braga (Portugal).
Ce monument est un Monument national (2003). 

## Historique
L'aqueduc a été construit à partir du XVIIIe, sous l'Archevêque José de Bragança, frère du roi Jean V qui aconstruit l'Aqueduc des Eaux Libres. 
Il est resté en fonction jusqu'en 1913.

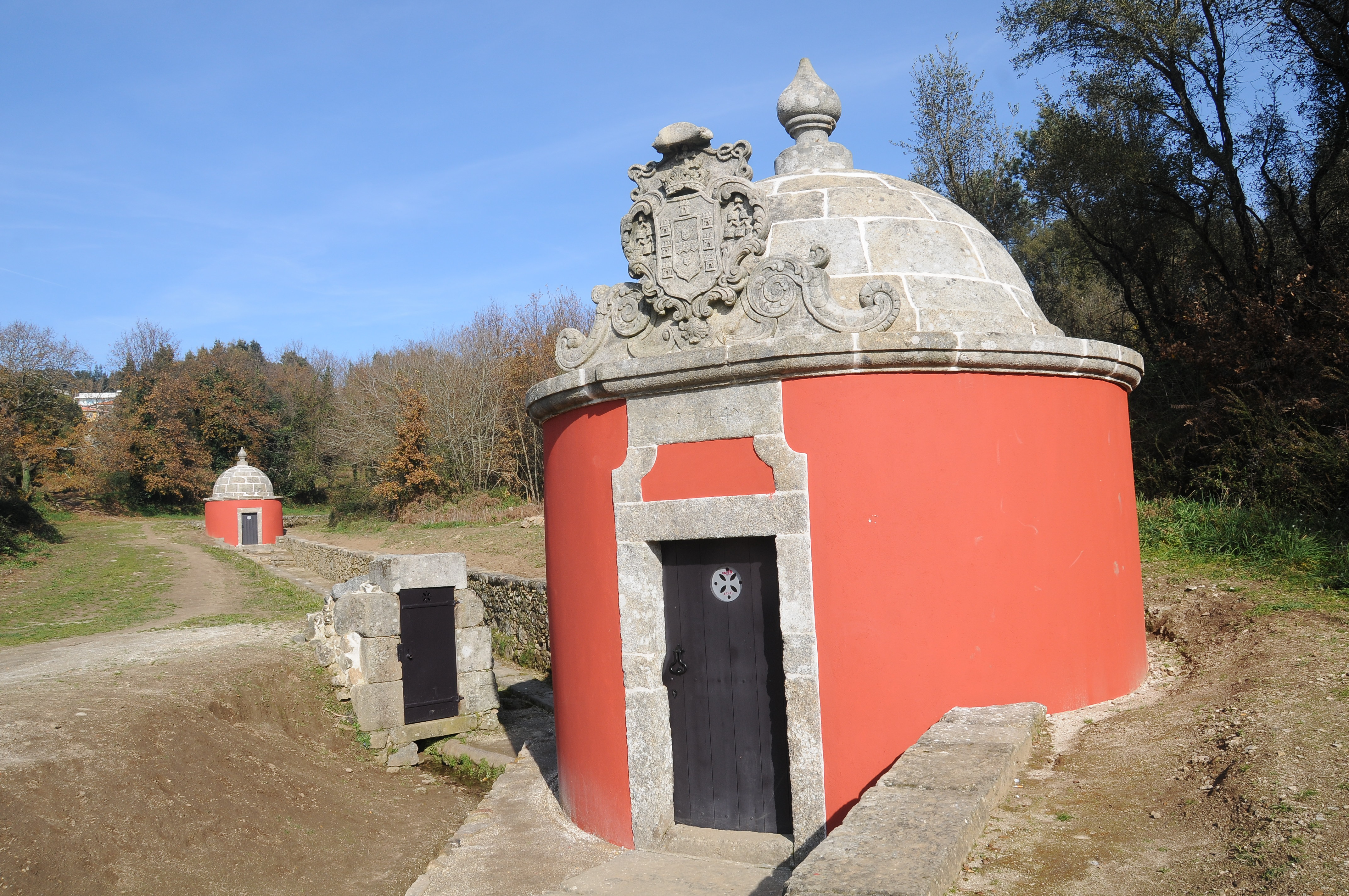
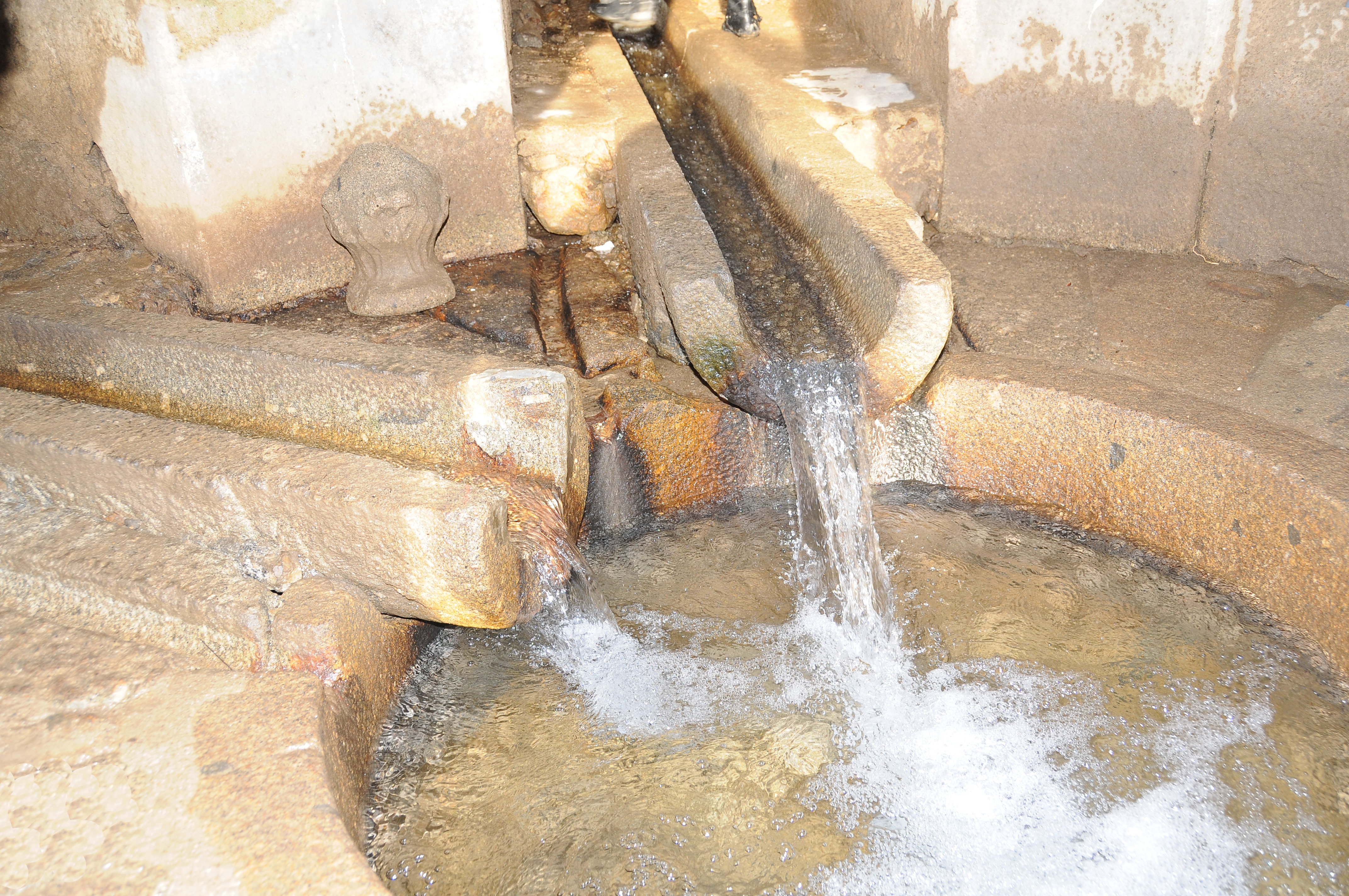
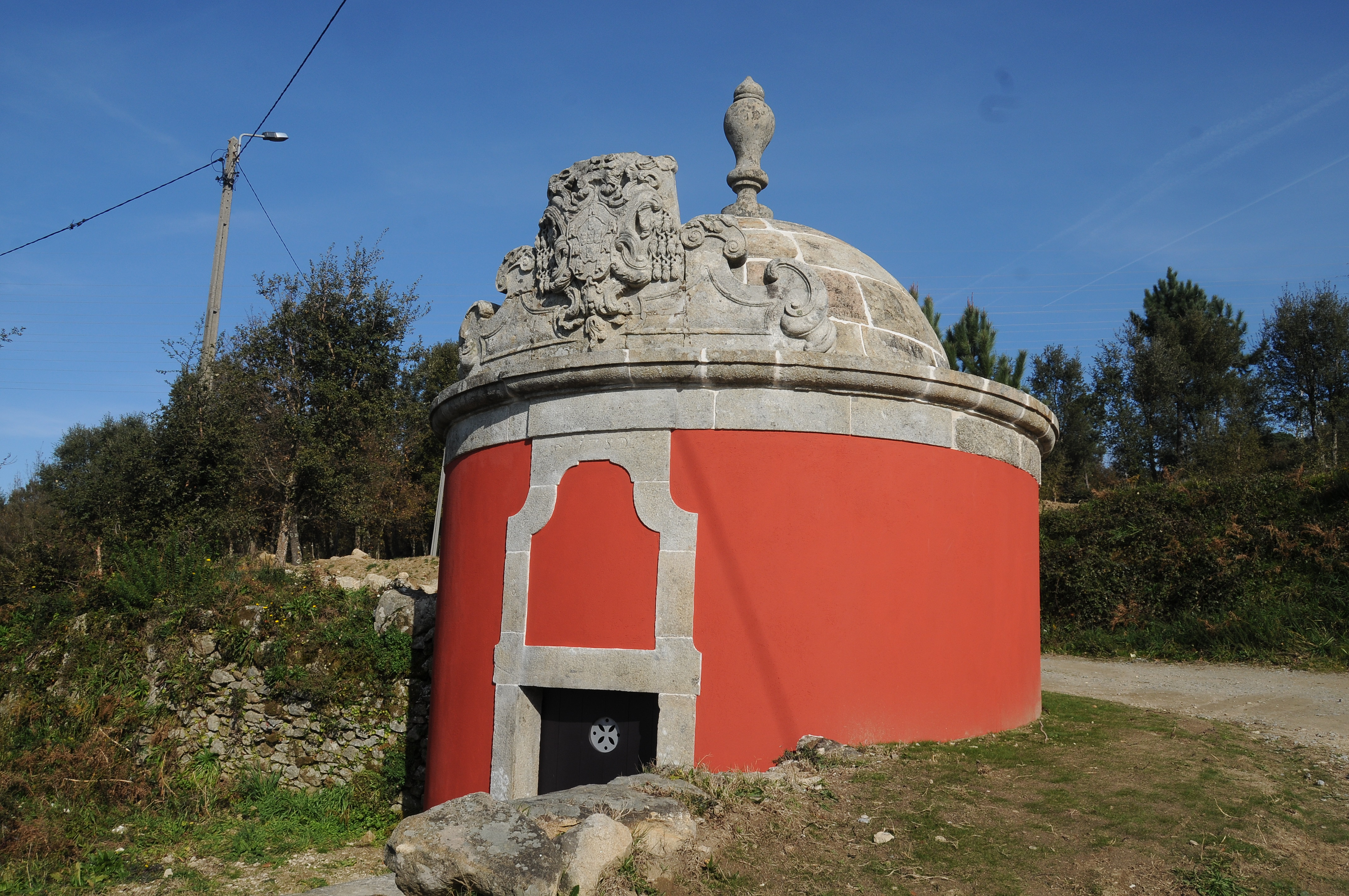